# Apostolisch vicariaat Camiri
Het apostolisch vicariaat Camiri (Latijn: Vicariatus Apostolicus Camiriensis) is een rooms-katholiek apostolisch vicariaat met als zetel Camiri, in Bolivia. Het apostolisch vicariaat is vrijgesteld en valt als immediatum direct onder de Heilige Stoel, zonder te behoren tot een kerkprovincie. Alle apostolische vicarissen tot heden (2024) waren lid van de franciscanen. 

## Geschiedenis
Het apostolisch vicariaat werd opgericht op 22 mei 1919, als het apostolisch vicariaat Chaco, uit delen van het bisdom Santa Cruz de la Sierra. Op 8 februari 1951 veranderde het van naam naar apostolisch vicariaat Cuevo en op 29 maart 2003 veranderde het naar apostolisch vicariaat Camiri. 

## Parochies
Het apostolisch vicariaat had in 2020 een oppervlakte van 104.000 km2 en telde 183.917 inwoners waarvan 81,0% rooms-katholiek was.

## Apostolisch vicarissen
- Emilio Ippolito Ulivelli (13 augustus 1919 - 27 oktober 1922)
- César Ángel Vigiani (21 januari 1924 - 23 januari 1950)
- Cesar Francesco Benedetti (8 februari 1951 - 18 december 1972)
- Giovanni Décimo Pellegrini (18 december 1972 - 31 oktober 1992)
- Leonardo Mario Bernacchi (17 november 1993 - 15 juli 2009)
- Francisco Focardi Mazzocchi (15 juli 2009 - 2 augustus 2017)
- Jesús Galeote Tormo (22 februari 2019 - heden; apostolisch administrator sinds 2 augustus 2017)